# APS Panthrakikos
APS Panthrakikos (Grieks: Πανθρακικός) is een Griekse voetbalclub uit Komotini. De club werd in 1963 opgericht als fusie tussen Orfeas Komotini en AE Komotini en ging als PAO Panthrakikos Komotinis van start. In 1999 fuseerde de club met AE Xylaganis tot PAO Panthrakikos-Xylagani en in 2005 werd de huidige naam aangenomen. In 2008 promoveerde de club voor het eerst naar de hoogste klasse. Twee seizoenen later degradeerde de club terug naar de Beta Ethniki nadat het op een laatste plaats eindigde. In 2012 werd de club kampioen en promoveerde weer. In 2016 degradeerde de club. Tijdens het seizoen 2016/17 trok de club zich wegens financiële problemen terug uit de competitie.

## Bekende (ex-)spelers
- Roberto Bisconti
- Ronny van Es
- Sanharib Malki
- Tomislav Mikulić
- Tim Matthys
- Sito Riera
- Brian Tevreden
- Juan Velasco

## Bekende (ex-)trainers
- Emilio Ferrera